# Перміц
Перміц (нім. Pörmitz) — громада в Німеччині, розташована в землі Тюрингія. Входить до складу району Заале-Орла. Складова частина об'єднання громад Зенплатте.
Площа — 6,35 км2. Населення становить 167 ос. (станом на 31 грудня 2021).